# Нестор войвода
Нестор войвода е легендарен български хайдутин от XIX век. Нестор войвода застава начело на чета, с която действа във Воденско във втората половина на XIX век.